# Озеркинское сельское поселение (Волгоградская область)
Озеркинское се́льское поселе́ние — муниципальное образование в составе Киквидзенского района Волгоградской области.
Административный центр — хутор Озерки.

## История
Озеркинское сельское поселение образовано 10 декабря 2004 года в соответствии с Законом Волгоградской области № 967-ОД.

## Население
| 2010  | 2012  | 2013  | 2014  | 2015  | 2016  | 2017  |
| ----- | ----- | ----- | ----- | ----- | ----- | ----- |
| 1314  | ↘1312 | ↗1319 | ↘1313 | ↘1309 | →1309 | ↘1299 |
| 2018  | 2019  | 2020  | 2021  |       |       |       |
| ↘1266 | ↘1247 | ↘1233 | ↘1219 |       |       |       |

## Состав сельского поселения
| № | Населённый пункт | Тип населённого пункта        | Население |
| - | ---------------- | ----------------------------- | --------- |
| 1 | Гордеевский      | хутор                         | 2         |
| 2 | Казарино         | хутор                         | 164       |
| 3 | Озерки           | хутор, административный центр | ↗1319     |
| 4 | Песчановка       | хутор                         | 50        |
| 5 | Семёновка        | село                          | 509       |